# Jlass

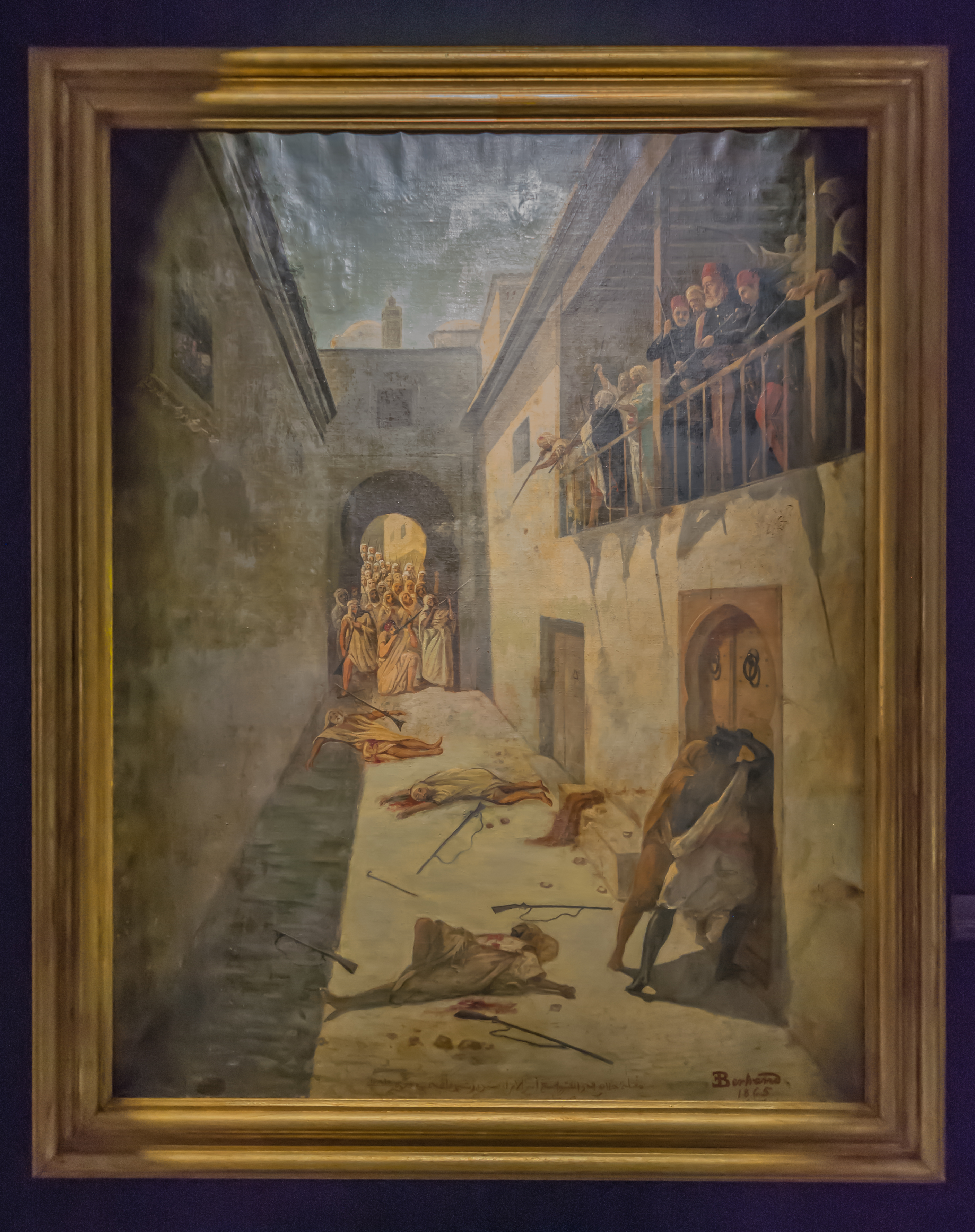
Massacre dels Jlass a Kairuan per Louis Émile Bertrand (1815-1897)

Els Jlass o Zlass (en àrab الجلاص o الزّلاص, al-Jlāṣ o az-Zlāṣ) són una confederació tribal de Tunísia. Es formà, abans de l'adveniment de la República, una aliança de seguretat per a la majoria de les persones que viuen a la vasta regió de Kairuan.

## Composició
- Aouled Idir (أولاد إيدير, Awlād Īdīr) : Achour (عاشور, Āxūr), Nessir (نصير, Naṣīr), Mekadil (مقاديل, Maqādīl), Mebarek (مبارك, Mabārik), Boumethnena (بومثنانة, Būmaṯnāna), Ouhibet (أوهيبات, Ūhībāt)
- Aouled Khelifa (أولاد خليفة, Awlād alīfa) : Ajabna (عجابنة, Ajābna), Azaza, Fekka (فكة, Fikka), Khobez (خبز, Ḥubz), Khedaymia (خدايمية, Ḫidāymiyya), Bouhelss (بوحلس, Būḥals), Bedarna (بدارنة, Badārna), Arfet (عرفات, ʿArfāt), Douwayria (دوايرية, Duwāyriyya), Kouwarta (كوارطة, Kuwārṭa), Kraimia (كرايمية, Krāymiyya), Sellata (سلاتة, Sallāta), Sfar (صفر, Ṣfar), Belaghta (بلاغتة, Balāḡta), Dheouibet (ذويبات, Ḏuwaybāt), Jeouaber (جوابر, Jawābir), Cheramtia (شرامتية, Xarāmtiyya), Briket (بريكات, Brīkāt), Kerichet (كريشات, Krīxāt), Zayed (زايد. Zāyd), Chabatra (شباطرة, Xabāṭra), Ferjane (فرجان, Farjān), Fouwayed (فوايد, Fuwāyid), Mejabra (مجابرة, Majābra), Abebsia (عبابسية, ʿAbābsiyya), Hmidet (حميدات, Ḥmīdāt), Jebilet (جبيلات, Jbīlāt), Jezira (جزيرة, Jazīra), Theriouet (ثريوات, Ṯarīwāt), Mekhalif (مخاليف, Maḥālīf), Ameur (عامر, ʿĀmr), Hedada (حدادة, Ḥadāda), Boudheraa (بوذرع, Būḏraʿ), Rouana (روانة, Rwāna), Maouaghir (مواغير, Mawāḡīr), Jmila (جميلة, Jamīla), Taamallah (طعم الله, Ṭaʿm Allāh), Souwalem (سوالم, Swālim), Themama (ثمامة. Ṯamāma), Jebna (جبنة, Jabna), Azzaza (عزازة, ʿAzzāza), Mtaygha (متايغة, Mtāyḡa), Karbous (كربوص, Karbūṣ), Hammed (حماد, Ḥammād), Bderna (بدارنة, Bdārna), Ferjane (فرجان, Farjān), Blarta (بلارتة, Blārta), Chetabra (شطابرة, Xaṭābra), Mejabra (مجابرة, Majābra), Hedada (هدادة, Hadāda), Souelem (سوالم, Swālim), Mouagher (مواغير, Mwāḡīr), Mtir (مطير, Mṭīr), Souiss (سويس, Swīs), Ksaa (قصاعة, Qṣāʿ), Fouyaed (فوايد, Fwāyid), Zehamlia (زهاملية, Zahāmila), Temamma
- Aouled Sendasen (أولاد سنداسٍن, Awlād Sandāsin) : Fedoul (فضول, Faḍūl), Hdaied (هدايد, Hdāyid), Choumek (شوامق, Xwāmiq), Aouatfia (عواطفية, ʿAwāṭfiyya), Fersia (فارسية, Fārsiyya), Mahfoudh (محفوظ, Maḥfūẓ), Soud (سود, Sūd), Saadallah (سعد الله, Saʿd Allāh), Aoueilia (عوايلية, ʿAwāyliyya), Bsilet (بسيلات, Bsīlāt), Jealiba (جلايبة, Jalāyba), Jeouamia (جوامعية, Jawāmʿiyya), Meiz (معيز, Maʿīz), Mekhalfia (مخالفية, Maẖālfiyya), Baccouche (بكوش, Bakkūx), Anane (عنان, ʿAnān), Debabcha (دبابشة, Dabābxa), Neffeti (نفاتي, Naffātī), Chourbia (شواربية, Xwārbiyya), Manser (منصر. Manṣir), Jouidet (جويدات, Jwaydāt), Kattaya (قطاية, Qaṭṭāya), Chaieb (شايب. Xāyb), Gharsallah (غرسلة, Ḡarsalla), Issaoui (عيساوي, ʿĪsāwī)

## Llengua
La llengua parlada per aquestes tribus és majoritàriament l'àrab per la influència dels aglàbides des del segle viii. Certes tribus dels Aouled Khelifa, establertes a les viles de Takrouna, Jradou i Zriba, utilitzen encara l'amazic.